# Guzmania fuerstenbergiana
Espèce
Classification phylogénétique
Statut de conservation UICN

 EN A4ac : En danger
Guzmania fuerstenbergiana est une espèce de plantes de la famille des Bromeliaceae, endémique d'Équateur.